# Дубовка (Вологодская область)
Дубовка — деревня в Грязовецком районе Вологодской области.
Входит в состав Юровского муниципального образования, с точки зрения административно-территориального деления — в Юровский сельсовет.
Расстояние по автодороге до районного центра Грязовца — 21 км, до центра муниципального образования Юрово — 1 км.
По переписи 2002 года население — 3 человека.